# PB.DB The Mixtape
PB.DB The Mixtape je mixtape kolumbijského zpěváka Malumy, které bylo vydáno 13. ledna 2015 u vydavatelstvy Sony Music Latin. Mixtape, bylo podpořeno čtyřmi singly: „La Temperatura“, „La Curiosidad“, „Carnaval“ and „Addicted“.

## Seznam skladeb
1. La Temperatura (feat. Eli Palacios)
2. La Curiosidad
3. Addicted
4. Carnaval
5. Me Gustas Tanto
6. Climax
7. La Invitación (feat. Maluma)
8. El Punto (feat. Luigi 21)
9. Duele Tanto (feat. Maluma)